# Sigma Boy
Sigma Boy (in russo Сигма Бой?) è un singolo delle cantanti russe Betsy e Marija Jankovskaja, pubblicato il 3 ottobre 2024.
Il brano, che ha ottenuto ampia popolarità sulle piattaforme digitali, ha fatto guadagnare alle due interpreti due riconoscimenti alla gala musicale di RU.TV. Sono state entrambe incluse nella lista annuale degli under 30 di Forbes Russia.

## Controversie
Il brano ha suscitato controversie a livello internazionale, soprattutto nell'Unione europea, dove alcuni media e politici lo hanno interpretato come un potenziale veicolo di propaganda tra i giovani. In particolare, sono emerse critiche riguardanti i contenuti testuali del brano, accusati di promuovere un’immagine idealizzata e dominante del maschio “sigma”, percepita come una forma di mascolinità tossica e patriarcale.
Il settimanale tedesco Der Freitag ha sollevato dubbi sulla rapida ascesa del brano nelle classifiche globali, mentre Die Tageszeitung ha definito la canzone promotrice di "immagini tossiche della mascolinità". L'eurodeputata tedesca Nela Riehl ha dichiarato che il brano rappresenta una forma di "propaganda russa travestita da pop virale", accusandolo di trasmettere "visioni patriarcali del mondo" incoerenti con i valori democratici europei. Critiche sono emerse anche in Russia, in particolare da ambienti religiosi e conservatori. Esponenti della Chiesa ortodossa russa hanno accusato le giovani interpreti e i loro produttori di contribuire alla sessualizzazione dell’infanzia.
Nonostante le polemiche, la canzone ha avuto ampia diffusione anche in Italia, dove è stata condivisa in contesti sportivi e giovanili, come nelle playlist ufficiali della squadra di calcio Atalanta.

## Classifiche
| Classifica (2025)       | Posizione massima |
| ----------------------- | ----------------- |
| Austria                 | 56                |
| Germania                | 40                |
| Israele                 | 69                |
| Repubblica Ceca         | 30                |
| Russia                  | 7                 |
| Slovacchia              | 24                |
| Stati Uniti (dance/pop) | 7                 |
| Svezia                  | 58                |